# Бирюкова, Ольга Николаевна
Ольга Николаевна Бирюкова (род. 19 сентября 1994, Москва) — российская волейболистка, нападающая-доигровщица, трехкратная чемпионка России.

## Биография
Игровая карьера Ольги Бирюковой началась в 2011 выступлениями за фарм-клуб команды «Динамо-Казань» в молодёжной лиге чемпионата России. С 2013 выступает за основной состав казанской команды, с которым трижды (в 2014, 2015 и 2020) становилась чемпионкой России. При этом большую часть сезона 2014/2015 Ольга Бирюкова провела в команде «Воронеж», а перед началом плей-офф вернулась в «Динамо-Казань». Сезон 2015/2016 волейболистка начала в Казани, но затем была отдана в аренду в казахстанскую команду «Алтай» (Усть-Каменогорск), с которой выиграла «золото» чемпионата Казахстана, а также была признана лучшей нападающей первенства. Затем Ольга Бирюкова вновь вернулась в Казань и приняла участие в завершающей фазе российского чемпионата. В 2016 стала обладателем Кубка России, а в апреле 2017 — серебряным призёром чемпионата России. В межсезонье 2017 заключила контракт с турецким клубом «Бешикташ». С 2018 — игрок команды «Заречье-Одинцово» (Московская область). В 2019 вернулась в казанское «Динамо». В 2021—2022 играла в Турции, затем два сезона — в челябинскойм «Динамо-Метаре», а в 2024 после 5-летнего перерыва вернулась в «Заречье-Одинцово», где стала капитаном команды и выиграла «бронзу» чемпионата и Кубка России.   
В 2013 Ольга Бирюкова в составе молодёжной сборной России участвовала в чемпионате мира среди молодёжных команд.
В 2015 и 2018 годах Бирюкова выступала за национальную сборную России, с которой завоевала Кубок Ельцина, выиграла серебряные медали в розыгрыше Гран-при, а в 2018 приняла участие в чемпионате мира.

### Клубная карьера
- 2011—2013 —  «Динамо-УОР» (Казань);
- 2013—2014 —  «Динамо-Казань» (Казань);
- 2014—2015 —  «Воронеж» (Воронеж);
- 2015 - «Динамо-Казань» (Казань);
- 2015—2016 —  «Алтай» (Усть-Каменогорск);
- 2016—2017 —  «Динамо-Казань» (Казань);
- 2017—2018 —  «Бешикташ» (Стамбул);
- 2018—2019 —  «Заречье-Одинцово» (Московская область);
- 2019 —2021—  «Динамо-Казань»/«Динамо-Ак Барс» (Казань);
- 2021—2022 —  «Мерт Груп Сигорта» (Анкара);
- 2022—2024 —  «Динамо-Метар» (Челябинск);
- с 2024 —  «Заречье-Одинцово» (Московская область).

## Достижения

### С клубами
- 3-кратная чемпионка России — 2014, 2015, 2020;
  - серебряный призёр чемпионата России 2017;
  - двукратный бронзовый призёр чемпионатов России — 2021, 2025.
- 3-кратный победитель розыгрышей Кубка России — 2016, 2019, 2020;
  - двукратный бронзовый призёр Кубка России — 2022, 2025.
- обладатель Суперкубка России 2020;
- чемпионка Казахстана 2016;
- обладатель Кубка ЕКВ 2017.

### Со сборными России
- участница чемпионата мира 2018;
- серебряный призёр Мирового Гран-при 2015;
- обладатель Кубка Ельцина 2015;
- участница чемпионата мира среди молодёжных команд 2013 в составе молодёжной сборной России.